# Huascarán
El Huascarán o Mataraju —orónimo en quechua; traducido respectivamente al español como ‘Nevado enlazado’ o ‘Nevados gemelos’— es la montaña nevada granítica culminante de los Andes peruanos, con una altitud oficial de 6757 m s.n.m. (metros sobre el nivel del mar) según la última medición de 2017. Se localiza en el límite de las provincias de Yungay y Carhuaz, región Áncash, en el sector orográfico denominado como Cordillera Blanca, en el corazón del parque nacional Huascarán. Por su gran prominencia, puede ser observado a simple vista desde lugares como Nuevo Chimbote a 100 km y Quiruvilca, La Libertad a 150 km.
La montaña involucra dos picos: la cumbre norte con 6655 m s.n.m. y la cumbre sur con 6757 m s.n.m. (22169 pies), siendo este el punto más elevado del Perú y de la zona intertropical. Así mismo, es la quinta montaña más alta del continente americano superado por los picos Aconcagua, Ojos del Salado, Pissis y el cerro Mercedario. Si la medición se realiza desde el centro de la tierra, es la segunda montaña más alta del planeta luego del volcán Chimborazo, superando en casi dos kilómetros la altura del Everest. En 2013 un equipo de investigadores australianos y alemanes revelaron que es el lugar de la superficie terrestre con la menor fuerza de atracción gravitacional.
La montaña ocupa la zona central de la Cordillera Blanca y está separado del resto de la cadena por dos profundos valles: la quebrada de Llanganuco al norte y la quebrada de Ulta al sur. Depresiones geográficas que albergan a las lagunas de Llanganuco: Chinancocha y Orconcocha; y al túnel vehicular a mayor altitud del mundo: el Túnel Punta Olímpica, localizado a 4736 m s.n.m. Las ciudades más pobladas cercanas son Carhuaz y Yungay, situadas a unos 15 km de la montaña.
Las dos cumbres del Huascarán se intentaron escalar entre 1905 y 1932; la exploradora estadounidense Annie Peck conquistaría la cima norte de 6655 metros en 1908. Las cumbre sur se coronó con la expedición austroalemana conformada por los científicos alemanes Philipp Borchers, Wilhelm Bernard, Erwin Hein, Hermann Hoerlin, Erwin Schneider y los porteadores peruanos Néstor Montes y Faustino Rojo, quienes lograron conquistar el pico el 20 de julio de 1932.

## Oronimia
La primera mención registrada de la montaña apareció en 1850 como <Huascan>, en un mapa realizado por Antonio Raimondi en su libro El departamento de Áncash y sus riquezas minerales. Según el investigador y montañista César Morales Arnao, el vocablo Huascan o Huascaran derivaría de Huasco-uran, probablemente porque la montaña se eleva sobre el pueblo de Huashco. Sin embargo, en otra versión de origen etimológico, se tiene que el nombre registrado por Raimondi, podría derivar de la palabra quechua waska, cuyo significado es 'lazo o soga', esto en relación con la forma de la montaña, que tiene dos cumbres unidas o enlazadas.
Mataraju es el nombre por el cual los habitantes nativos locales prefieren llamar a la montaña. Proviene del quechua ancashino mata (gemelo) y rahu 'hielo > montaña nevada', que significa 'montañas gemelas'.

## Geografía

### Ubicación

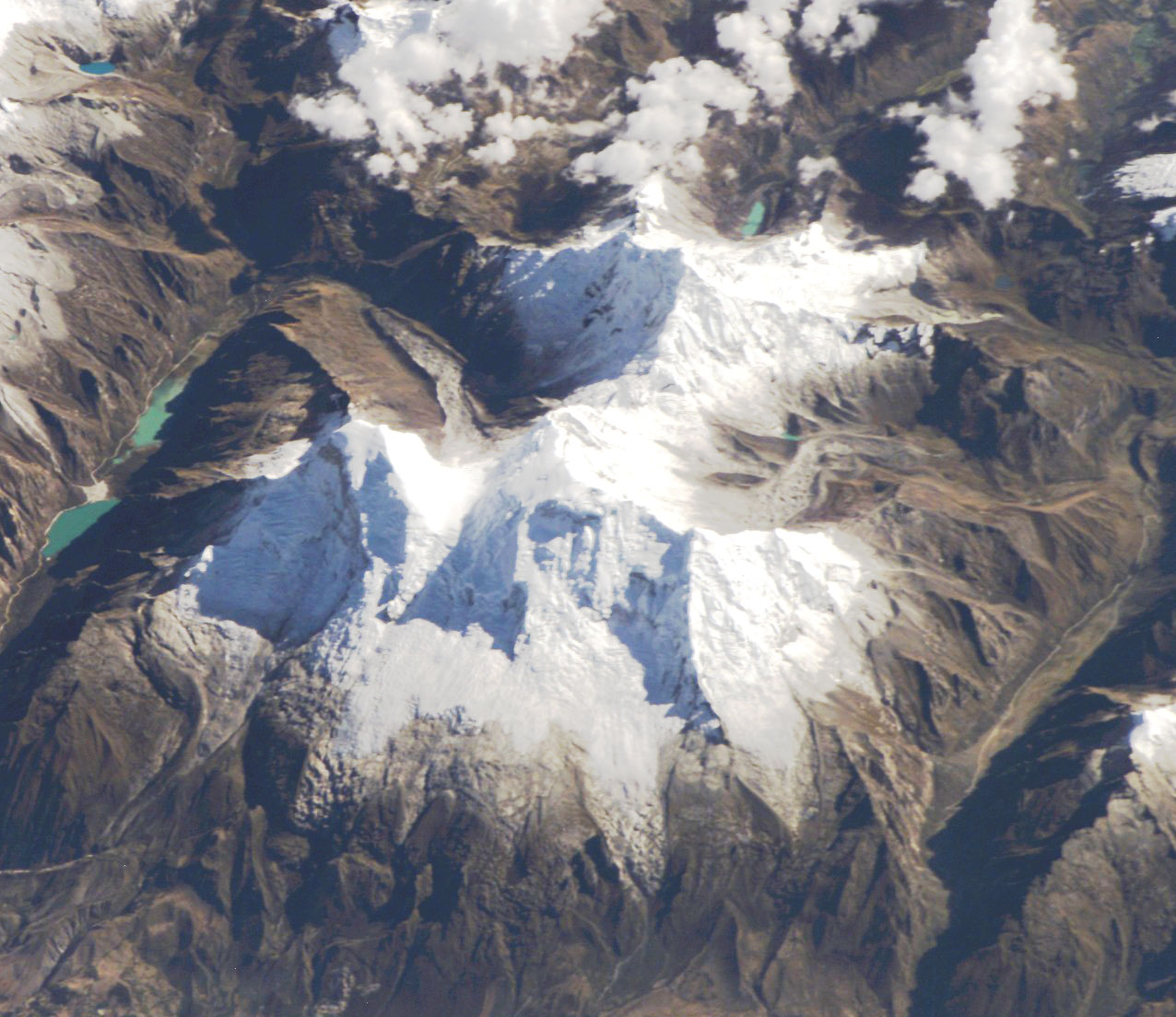
El macizo Huascarán con las quebradas de Llanganuco a la izquierda y Ulta a la derecha.

El Huascarán se localiza en las provincias de Carhuaz y Yungay en el departamento de Áncash, a unos 70 kilómetros de la ciudad de Huaraz, capital de la región. Con sus 6768 metros es el punto más alto del país y de toda la zona intertropical del mundo. Está rodeado de numerosos picos por encima de 5000 metros en el sector Cordillera Blanca, una cadena de montañas cubierta de nieve de 140 kilómetros de largo que se incluye a su vez en el parque nacional Huascarán de 340.000 hectáreas.
El macizo se conforma íntegramente de granito, una roca ignea intrusiva y su levantamiento se inició en el límite neógeno-cuaternario hace 5,3 millones de años. Se emplaza dentro del «Batolito Cordillera Blanca» en el territorio de la «Falla Activa Cordillera Blanca» una discontinuidad de rocas que se extiende desde la laguna Conococha al sur, hasta Corongo en el norte.

### Morfología
El macizo es un sistema de 3 picos con pronunciada elevación respecto a los valles circundantes y a los macizos cercanos, es por ello que puede ser divisado con normalidad a 60 km de distancia o a 100 km desde la costa de Chimbote. Los picos norte y sur tienen la cara oeste (la que da al Callejón de Huaylas) con una pendiente moderada, concentrando casi el 70% del área glaciar. Contrariamente, la cara este de estos picos cae de manera abrupta en paredes de roca que sobrepasan los 70° de inclinación, la caída inicia desde la cima a 6757 m s.n.m. hasta los 5400 m s.n.m. donde se encuentra la lengua glaciar.

### Altura
El 10 de agosto de 2017 una expedición científica del Instituto Nacional de Investigación en Glaciares y Ecosistemas de Montaña (INAIGEM) a la cumbre del Huascarán Sur con el objetivo de evaluar la dinámica glaciar y los efectos del cambio climático, determinó la nueva altura utilizando un equipo GPS diferencial en 6757 m s.n.m.
La penúltima lectura fue en 1972 realizada por el Instituto Geográfico Militar (IGM) y la altura determinada fue de 6747 m s.n.m. con el método de fotogrametría aérea. La lectura más popular es la de la expedición científica austroalemana de 1932 que determinó la altura en 6768 m s.n.m. con el método de fotogrametría terrestre.
Con el mismo método del 2017, utilizando un equipo GPS diferencial, se recalculó la altura del Aconcagua el 2012 (1 m más respecto a la altura anterior) y el K2 el 2014 en los Himalayas (2 m menos).

## Historia

### Origen mitológico
La más alta montaña, Huascarán, fue una vez una mujer que tuvo numerosos hijos. El marido de Huascarán, Canchón, fue seducido por Sutoc quien era una mejor cocinera. Celosa, Huascarán castró a su marido y luego huyó seguida por sus hijos, el mayor la acompañaba de cerca, mientras que el menor iba bastante lejos. El hijo favorito fue cargado por Huascarán en su espalda. Cuando se sentaron a descansar, toda la familia se transformó en la Cordillera Blanca, y sus lágrimas causaron los arroyos que dieron forma al Río Santa y Marañón. Canchón se volvió piedra y llegó a ser la más bella montaña de la Cordillera Negra. Su amante Sutoc y sus hijos también se transformaron en otras montañas de la Cordillera Negra y sus lágrimas crearon los cauces y arroyos de esa región.

### Ascensiones históricas

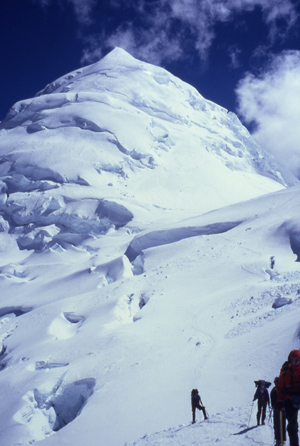
Pico norte desde «La Garganta»

El naturalista italiano Antonio Raimondi estudió el lado norte del macizo, alcanzando los 4800 m s. n. m. en la punta Portachuelo camino al pueblo de Yanama. Raimondi fue el primer estudioso que recorrió toda la región con el fin de estudiar el potencial minero de este, consignando los resultados en su libro "Ancachs y sus riquezas minerales" de 1873.

La vista de la cordillera de Yungay me hizo tan agradable impresión, que decidí examinarla más de cerca tocando, por decirlo así, la nieve con la mano, esto es subir por la quebrada hasta su origen, atravesar la cordillera nevada y pasar por allí a la Provincia de Pomabamba.

A inicios del siglo XX los viajes de exploración del Huascarán y de la Cordillera Blanca tomaron notable importancia con numerosos grupos de científicos europeos y norteamericanos auspiciados por universidades e institutos geográficos que estudiaron esta sección de la Cordillera de los Andes. El británico Reginald Enock, la estadounidense Annie Peck y los científicos Alemanes G. Steinman (geólogo), W. Sievers (geógrafo), August Weberbauer (botánico) le atribuían una altura aproximada de 7300 m s.n.m. En 1904, Enock logra llegar hasta los 5100 m s.n.m. luego de ascender por la cara oeste.

#### Coronación de las cumbres norte y sur
Annie S. Peck acompañada de los guías alpinos suizos R. Taugwalder y G. Zumtaugwald hicieron los cuatro primeros intentos de ascensión vertical del pico norte en julio de 1906, junio y agosto de 1907 pero fracasaron. Un año después, el 3 de agosto de 1908, Peck aseguró haber alcanzado la cumbre norte de la montaña con los guías alpinos acompañados por dos porteadores yungaínos. En 1927, la Sociedad Geográfica del Perú bautizó a esta cima como «Cumbre Ana Peck» en su honor.
Tuvieron que pasar casi 30 años para que la cumbre sur, la más alta, sea coronada por primera vez; el 20 de julio de 1932 una expedición del Club Alpino Austro-Alemán dirigida por el Dr. Phillip Borchers, luego de ascender por la «ruta de la Garganta» logró la cima del pico sur con 6768 m s.n.m. (altura en ese entonces). El equipo de montañistas estuvo conformado por los alpinistas alemanes Philipp Borchers, Wilhelm Bernard, Erwin Hein, Hermann Hoerlin y Erwin Schneider, quienes fueron asistidos por los yungaínos Néstor Montes y Faustino Rojo, logrando la cima después de 5 días de ascenso. Sobre la participación de los dos peruanos (primeros en pisar la cumbre más alta de su país), el Dr. Borchers escribió:

Volviendo la vista desde el punto en que nos encontrábamos vimos con no poca sorpresa que dos hombres nos seguían en la ascensión: eran Néstor Montes y Faustino Rojo, los dos muchachos más hábiles que teníamos, los cuales manejando la soga tensa a la perfección hacían una especie de ascensión particular” y el Ing. E. Hein exclamó “Estos nacieron alpinistas".

El 3 de agosto de 1953, la expedición peruana conformada por Félix Mautino, los hermanos Guido, Pedro y Apolonio Yanac y Macario Ángeles, lograron la cima sur. Al año siguiente, los mismos miembros de aquella expedición consiguieron la cima del macizo argentino Aconcagua, techo de América.
El 8 de julio de 1953 ascendieron por primera vez a la cima sur E. San Vicente y M. Villavicencio en la primera expedición mexicana. El 3 de agosto de 1973, la segunda expedición mexicana conformada por Raúl Bárcena, Guillermo Díaz, Antonio Carmona y Vicente Hinojosa logran el ascenso por primera vez a la cima norte por la ruta normal o de 'La garganta'.

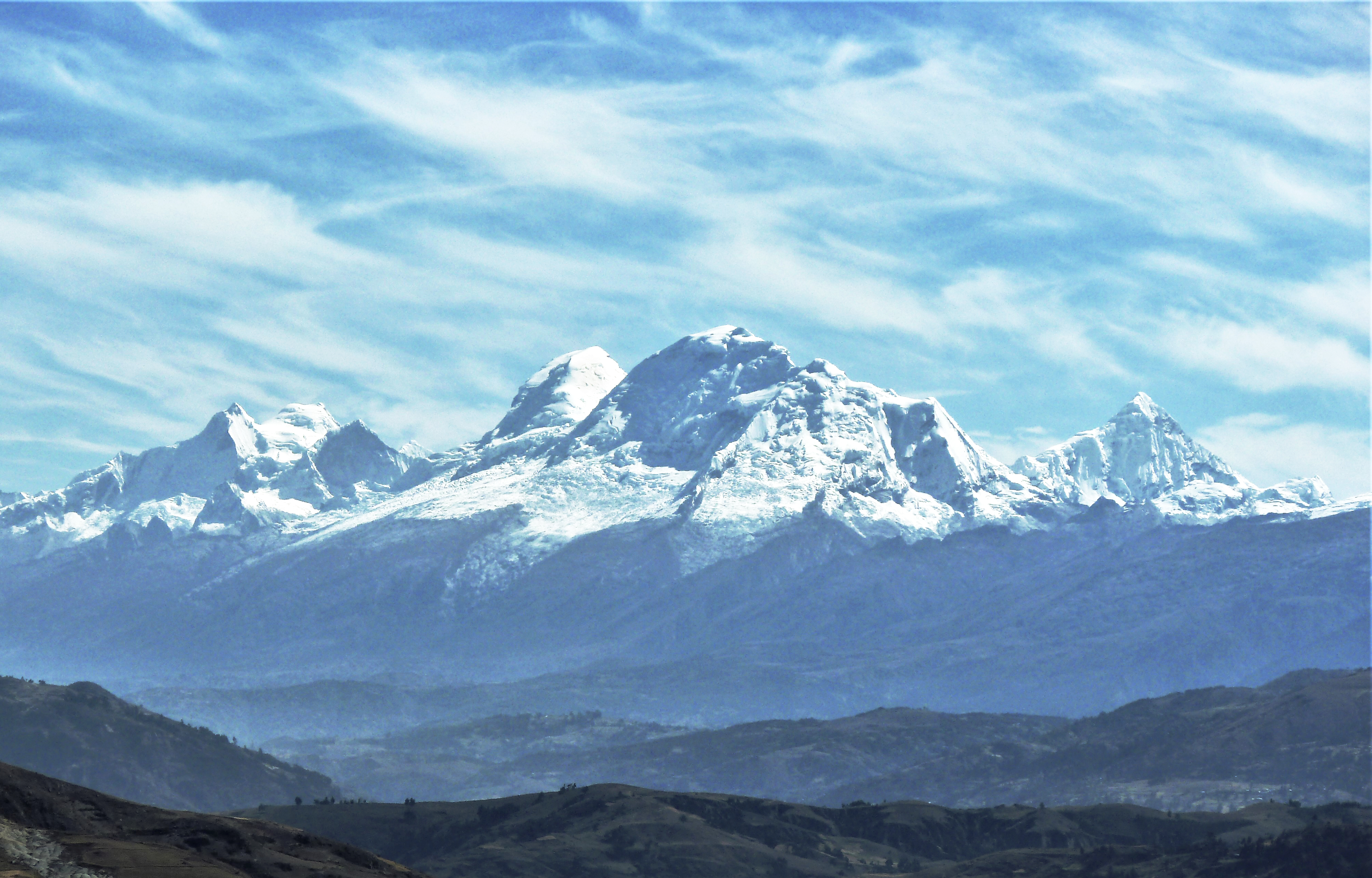
Vista Sur Nevado Huascarán

#### Solitario de Casarotto
Después de que una expedición francesa logró el inmenso muro norte de la cumbre norte en 1966 y otra expedición en 1971 abrió la primera ruta en la cara este del Huascarán Sur, le correspondió al alpinista de Vicenza, Renato Casarotto, escribir una página importante en la historia del montañismo en este macizo. El solitario de Casarotto abrió un camino muy difícil en medio de la pared norte del pico norte; salió del campamento base el 6 de junio de 1977, permaneció durante 17 días en la pared, cargando alrededor de 40 kg de material y comida, subiendo cada tramo tres veces (dos cuesta arriba y una cuesta abajo) debido a la técnica especial de autoseguro adoptada. A las 16:30 horas del 21 de junio de 1977 el escalador italiano llegó a la cima; Le tomó otros dos días regresar al campamento base.

#### Vía eslovena
Entre los caminos más importantes que se abrieron en la montaña en años más recientes, es el que se abrió en dos días, en solitario, por el esloveno Pavle Kozjek en la pared sur de Huascarán Sur en 1991 y su arista, llamada Pot v Pekel ('Camino para el infierno'), de los eslovenos M. Kovac, B. Lozar y T. Petac remontados en 1993 en el pilar noreste de la misma pared.

### Catástrofes naturales

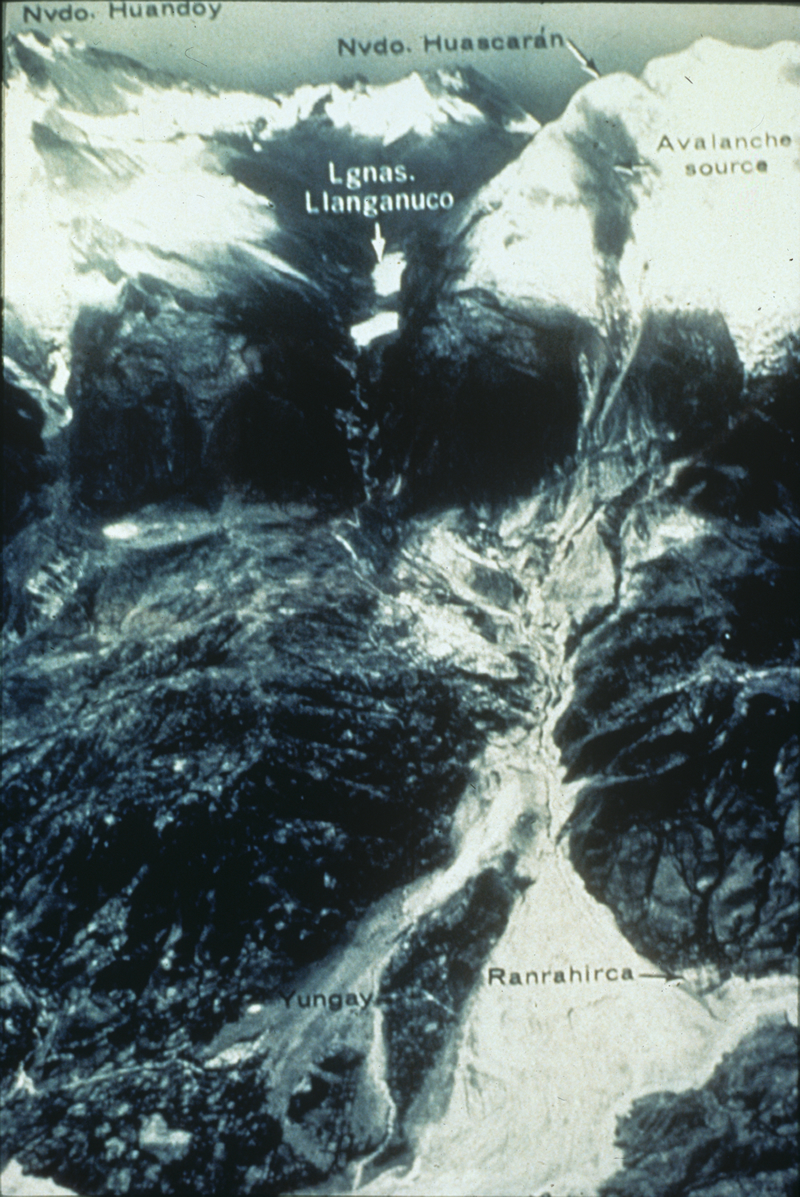
Vista aérea del alud del Huascarán que sepultó Yungay y Ranrahirca. Desaparecieron más de 10 000 habitantes.

Un estudio del Instituto Geológico y Minero del Perú y la universidad de Waterloo menciona que el primer desplazamiento en masa del Huascarán sucedió hace unos 47.000 años; el suceso es conocido científicamente como «evento Matacoto». Este gigantesco alud fue el que formó el abanico aluvial de Yungay y Ranrahirca por el que más tarde recorrerían tres aludes de similares características.
El 10 de enero de 1962, un deslizamiento de hielo y rocas causado por un rápido aumento de la temperatura mató a unas 2900 personas del centro poblado de Ranrahirca y anexos.
El 31 de mayo de 1970, el terremoto de Áncash hizo que una gran parte de la cornisa de nieve y roca de la cara norte se derrumbara. La avalancha, estimada en 80 millones de pies³ de hielo, lodo y piedras, medía 1,5 km de ancho. Avanzó los 18 km a una velocidad promedio de 280 a 335 km/h y sepultó los pueblos de Yungay y Ranrahirca, matando a más de 20.000 personas.
El 22 de enero de 1977 un desprendimiento de hielo produjo un alud que arrasó los valles de Puchoc, Sacsha y Ranrahirca. La población de estas localidades se refugió en los cerros vecinos.

## Marcas mundiales
- 2.ª montaña por altitud del mundo (medición hecha desde el centro de la tierra), después del Volcán Chimborazo.[30]
- Montaña más alta de la Zona Intertropical, secundada por el Yerupajá 6635 m s. n. m.
- 5.ª montaña por altitud del hemisferio occidental y de la Cordillera de los Andes.
- Montaña más alta del Perú, secundada por el Yerupajá.